# Bab Christensen
Bab Christensen, all'anagrafe Barbra Karine Christensen (Oslo, 8 gennaio 1928 – Oslo, 10 aprile 2017), è stata un'attrice teatrale e attrice cinematografica norvegese.

## Biografia
Nacque a Kristiania (la moderna Oslo) in una famiglia di attori: i genitori erano Gerda Ring e Halfdan Christensen, mentre la sorella maggiore era Pelle Christensen. Compì il suo debutto al Teatro Nazionale nel 1947, mentre fra gli anni cinquanta e settanta recitò in spettacoli presso la Den Nationale Scene, il Trøndelag Teater ed il Det Norske Teatret. Durante la sua carriera fu impegnata anche in alcune pellicole cinematografiche.
Nel 1957 sposò Lasse Kolstad, con il quale visse ad Oslo sino alla morte avvenuta il 10 aprile 2017.

## Filmografia parziale
- Døden er et kjærtegn, (1949)
- Stevnemøte med glemte år, regia di Jon Lennart Mjøen (1957)